# Herheri
Herheri (ook wel heriheri, heri heri of eri-eri, uit het Sranantongo) is een Surinaams eenpansgerecht van aardvruchten als cassave en zoete aardappel met ei, bakbanaan en bakkeljauw. Het gerecht komt uit de voedselbereidingstraditie van Afro-Surinamers, ontstaan tijdens de slavernij.
Het gerecht wordt onder andere vaak gegeten bij Ketikoti, de van oorsprong Surinaamse dag, jaarlijks op 1 juli, ter herdenking van de slavernij en viering van de afschaffing ervan.
 Sinds 2020 wordt er jaarlijks op Ketikoti gratis herheri uitgedeeld in verschillende plaatsen in Nederland door Free Heri Heri.